# Mictlantecuhtli

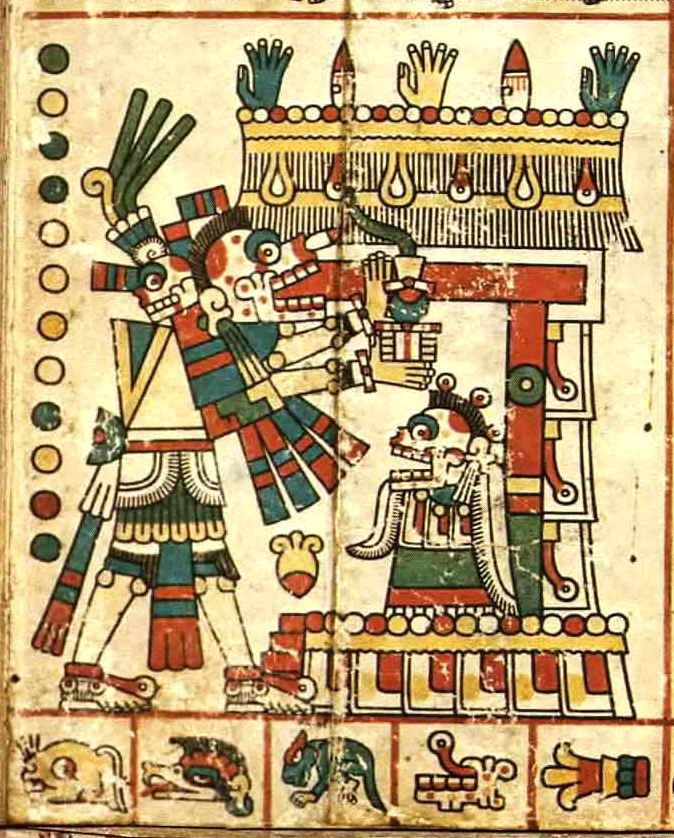
Mictlantecuhtli descrito en el Códice Fejérváry-Mayer.

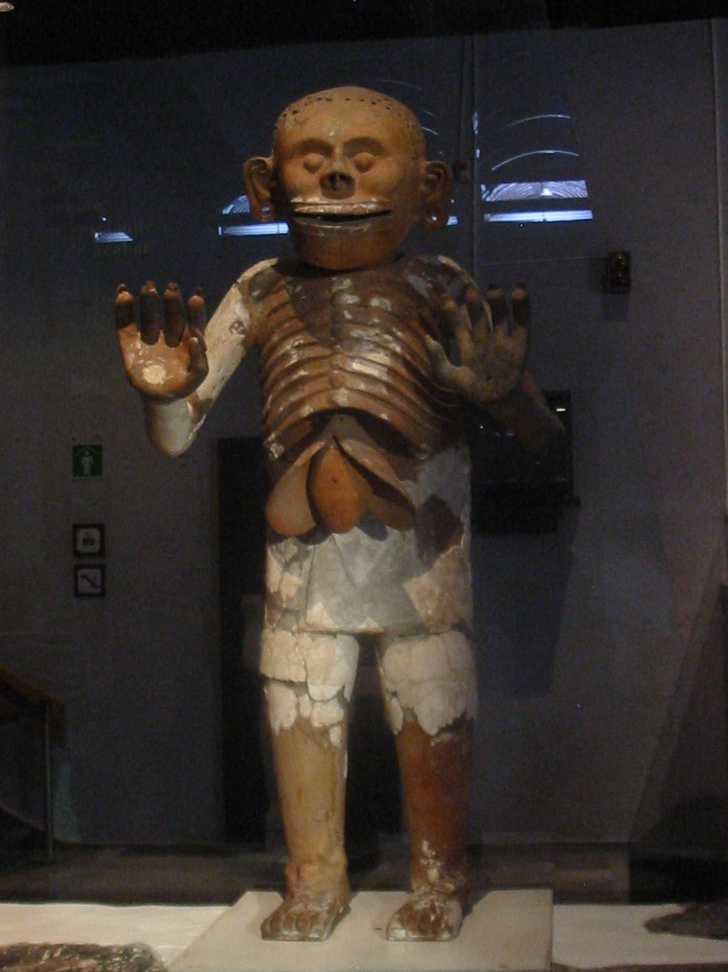
Estatua de Mictlantecuhtli en el museo del Templo Mayor en México.

Mictlantecuhtli (del náhuatl: Miktlāntēkwtli ‘señor del mictlán’ o ‘señor del lugar de los muertos’‘Miktlān, Mictlan o lugar de los muertos; mikki, muerto; -tlān, entre, lugar; tekwtli, señor’) en la mitología mexica, zapoteca y mixteca es el dios del inframundo y de los muertos. También era llamado Popocatzin (del nahuatl: Popōkatsin ‘ser humeante’‘popōktli, humo, fuego; -katl, ser: popōkatl o popōka, ser humeante, humeante, ardiente; -tsin, honorífico’), en zapoteco Pitao Pezeelao, dios del inframundo, por lo tanto, era el dios de las sombras. Junto con su esposa Mictecacíhuatl, regía el mundo subterráneo, país de los muertos o reino de Mictlan.
Ejercía su soberanía sobre los "nueve ríos subterráneos" y sobre las almas de los muertos. Se le representa como un esqueleto con una calavera con muchos dientes y todavía conservando los globos oculares. Al ser dibujado se representaba con cabello encrespado y negro, con ojos estelares o estrellas, puesto que habita en la región de la oscuridad completa. La escultura de la derecha se encontró en la Casa de las Águilas, dentro del recinto sagrado donde se hallaba el Templo Mayor de México-Tenochtitlan. Cuando una persona moría un xoloescuintle lo acompañaba al más allá.
En la cultura zapoteca cuando alguien perdía la vida se ofrendaba un guajolote al dios Pitao Pezeelao, también se le pedía cuando se iba a la guerra para obtener la victoria y para calmar epidemias de gran mortandad, la ciudad sagrada de Mitla era su más grande centro ceremonial.
El dios aparece con el cuerpo adornado con huesos humanos y en el rostro una máscara en forma de calavera. Lleva unos adornos de papel plegado en forma de rosetas de las que salen conos, uno sobre la frente y otro en la nuca (ixcochtechimalli y cuechcochtechimalli), también lleva una bandera blanca y doblada, el pantololli y una estola de papel blanco, llamada stigma, lo cual es muy característicos de su atavío. Mictlantecuhtli lleva como orejeras un hueso humano. Sus animales asociados son el murciélago, la araña, el búho (tecólotl), animal de mal agüero y cuyo canto nocturno se considera, todavía hoy, fatal para el que lo escucha.
A Mictlantecuhtli también se le puede referir como Tzontémoc, “el que cae de cabeza”, como el sol en el crepúsculo. El Códice Borgia lo representa llevando sobre la espalda un sol negro que se refiere al sol de los muertos, de la noche, el que lleva una vida misteriosa bajo la tierra entre el crepúsculo y la aurora.
En los códices es representado con las mandíbulas abiertas recibiendo a los astros que caen a su centro durante el día. Su símbolo es miquiztli, “muerte”.
Mictlantecuhtli es el patrón del día “perro” en el calendario adivinatorio; domina igualmente el día mizquiztli, “muerte”, cuyo signo es un cráneo descarnado.
El significado de la palabra "mictlantecuhtli", de derecha a izquierda (según marcan las reglas gramaticales del náhuatl): tecuhtli, significa "señor"; -tlan, "lugar de", y mic, que es la raíz de "morir", "muerto"; por lo tanto, "Señor del lugar de los muertos".

## Mictlantecuhtli y el Mictlán

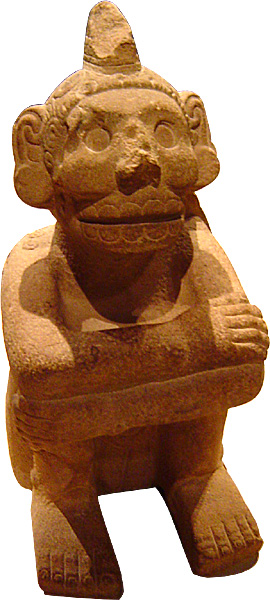
Figura azteca de piedra representando a Mictlantecuhtli. Colección del British Museum.

Aquellos muertos que no eran elegidos por Tonatiuh, Huitzilopochtli o por Tláloc iban simplemente al inframundo o Mictlán, que queda al norte, y ahí las almas padecen una serie de obstáculos durante su recorrido a través de nueve regiones.
El Mictlán era conocido como la morada de la gran mayoría de los humanos fallecidos. Este espacio se encontraba en lo más profundo de los nueve pisos inferiores, situados bajo la superficie de la tierra. El Mictlán recibía también otros nombres que reflejan lo que el hombre prehispánico pensaba acerca de él. Se le designaba <<Nuestra casa común, nuestra casa común de perdernos, sitio a donde todos van, el lugar donde de algún modo hay existencia, la región de los descarnados>>.
Al Mictlán iban todos los que morían de muerte natural, sin distinción de personas y sin tomarse en cuenta su comportamiento en la tierra. En el pensamiento de los mexicas, el destino final estaba determinado no por la conducta moral desarrollada en la vida, sino por el género de muerte con que se abandona este mundo.
En la cultura del Anáhuac existían una serie de creencias en torno al mundo del señor de los muertos, donde abundaban los insectos y las sabandijas. El Mictlán era un lugar oscuro, morada de los ciempiés, los alacranes y las arañas, además de las aves nocturnas. En el mito que describe la creación del hombre, se menciona que Quetzalcóatl bajó al inframundo en busca de los huesos de generaciones pasadas y, al obtenerlos, Mictlantecuhtli ordenó a todos los animales de su reino de oscuridad perseguir al dios civilizador e impedirle culminar su aventura. El epílogo de este hermoso relato describe cómo Quetzalcóatl hizo una mezcla de aquellos viejos huesos con su propia sangre y así dio cuerpo y vida a la humanidad.
En su concepción del universo, los mexicas, como otros pueblos mesoamericanos precolombinos, creían que este se conformaba por trece planos superiores y por nueve inframundos con el fin de lograr el descanso definitivo. Al centro y en medio de los cuales estaba colocada la tierra.
En primer lugar, para llegar al Mictlán tienen que pasar por un caudaloso río, el Chignahuapan, que es la primera prueba a la que los someten los dioses infernales. Es por esa razón que se entierra el cadáver de un perro junto con el difunto, para que pueda ayudar a su amo a cruzar el río. Después el alma tiene que pasar entre dos montañas que se juntan; en tercer lugar, por una montaña de obsidiana; en cuarto lugar, por donde sopla un viento helado, que corta como si llevara navajas de obsidiana. En quinto lugar, por donde flotan las banderas; el sexto, es un lugar en que se flecha; en el séptimo lugar, están las fieras que comen los corazones; en el octavo, se pasa por estrechos lugares entre piedras y en el noveno y último, el Chignahumictlan, se llega al lugar donde se descansa o desaparecen las almas.
Para ayudarlo con sus pruebas en la otra vida, se ponía un conjunto de amuletos con el cadáver, que le permitirían soportar las pruebas mágicas. Para el camino se le daba un jarrillo con agua, se amortajaba al difunto en cuclillas, liándolo fuertemente con mantas y papeles. Otros papeles le servían para atravesar por las sierras que se juntan o para pasar por donde estaba una gran culebra o donde estaba la lagartija verde llamada Xochitónal, los nueve páramos, Chicunaixtlahuaca y los nueve collados y quemaban los atavíos que había usado el difunto durante su vida, para que no tuviera frío al cruzar por donde el viento sopla tan cortante como navaja. Le ponían en la boca una cuenta de jade, para que le sirviera de corazón y quizá para dejarla en prenda en el séptimo infierno, donde las fieras devoran los corazones de los hombres. Por último, le daban ciertos objetos valiosos, para que los entregara a Mictlantecuhtli o a Mictecacíhuatl cuando llegara al fin de la jornada. Quemaban el bulto del muerto y guardaban las cenizas y la piedra de jade en una urna, mismas que enterraban en uno de los aposentos de la casa y les hacían ofrendas a los ochenta días y cada año, hasta los cuatro que duraba el viaje a ultratumba y después ya no lo hacían más.
Los mexicas tenían la creencia de que el norte era una región sombría y terrible gobernada por Mictlantecuhtli, quien a veces también se relacionaba con el sur. Es por ello que a excepción de los guerreros y las mujeres que morían en el parto, según los aztecas, los muertos iban al Mictlán. Al tener que vencer los peligros antes mencionados, previo a que pudieran continuar su vida, iban provistos de amuletos y obsequios para el viaje, mismos que les servirían en el trayecto de los cuatro días (cuatro; número sagrado para su cultura).
Muchos son los dioses y diosas que poblaban las varias regiones del infierno azteca. Los más importantes son Mictlantecuhtli y Mictecacíhuatl, “el Señor y la Señora del infierno”, que habitaban el noveno o el más profundo de los lugares subterráneos, el Chicnauhmictlan. Existen otros dioses de los muertos que se nos presentan siempre en parejas, de dios y diosa y que al parecer tenían imperio en los otros infiernos, menos profundos que aquel en el que señoreaban los primeros. Se creía que las deidades sobresalientes, asociadas a la muerte, gobernaban la región del norte y también los infiernos, en las entrañas de la Tierra.
Los trece dioses celestiales que habitan en los trece cielos, así como los nueve señores del infierno, tienen una gran importancia en el calendario y dan su carácter fasto o nefasto a los días  con los que están asociados.
Mictlantecuhtli tenía un rol importante en los rituales de sacrificios humanos mexicas (comúnmente a guerreros enemigos capturados en combate). Después de aquellos sacrificios posicionaban muchas jarras grandes de barro de la carne humana en frente de ídolos, en varias ocasiones frente a Mictlantecuhtli. Después de vaciar la sangre en esos recipientes, los sacerdotes, a quienes llamaban tlamacazqui, la daban y distribuían a los nobles y a los supervisores. Estos últimos la repartían a aquellos que servían en el templo del Señor de la Muerte. Todos ellos a su vez distribuían la carne del individuo que había sido ofrecida como ofrenda entre sus amigos y familiares. Existe la creencia de que el sabor de dicha carne simulaba a la del puerco y es por esa razón que el animal fue bastante deseado entre ellos al igual. 
En el libro de las cosas terrenales del Códice Florentino, que habla de las diferentes hierbas, comienza con los nombres de las diferentes hierbas que perturban o enloquecen a uno. La primera es ololiuqui, la gloria de la mañana, cuyas semillas “desarreglan a uno”. La segunda es el peyotl, planta que crece solo en el Mictlán, al norte de México en las tierras desérticas, en el lugar de los muertos para los mexicas. También se hallan el tlapatl o estramonio, que quita toda el hambre. Y el nanacatl o teonanacatl, la “carne de los dioses”, que son las pequeñas setas amargas que dieron visiones a sus comedores.

### El mito del origen de las personas
Dentro de los mitos aztecas se encuentra la creencia del origen de las personas bajo una interacción entre Quetzalcóatl y Mictlantecuhtli. La siguiente versión proviene de la leyenda de los soles (Histoyre du Mechique).
Los dioses deciden remodelar el mundo, por lo que necesitan repoblar la Tierra. El dios del viento y la vida, Quetzalcóatl, debe ir al inframundo a recuperar los huesos humanos de la última creación, la raza convertida en peces por la inundación de Chalchiuhtlicue. Dentro de Mictlán, Quetzalcóatl le pregunta a Mictlantecuhtli y a su esposa acerca de los huesos de la raza pez. 
El sagaz dios de la muerte acuerda darle los huesos si Quetzalcóatl puede terminar por completo una aparente simple prueba. El dios le dice a Quetzalcóatl que viaje a través de su reino cuatro veces mientras suena una concha. Sin embargo, en vez de la trompeta de concha, Mictlantecuhtli le ofrece una concha sin hoyos. Para no ser burlado, Quetzalcóatl llama a los gusanos para perforar la concha, y a las abejas para que entren dentro de la trompeta y la hagan rugir. 
Al escuchar el soplo de la concha, Mictlantecuhtli permite en primera instancia que se lleve los huesos de la última creación, pero rápidamente cambia de opinión. No obstante, Quetzalcóatl es más astuto y logra escapar con los huesos. Mictlantecuhtli ordena a sus seguidores que caven un pozo profundo, y mientras Quetzalcóatl corre, una codorniz le sobresalta, haciendo que se tropiece dentro del hoyo. Muere en el pozo, y es atormentado por la codorniz, que roe los huesos.
A pesar de la caída, Quetzalcóatl revive y recupera los huesos ya rotos (es por esa razón que la gente hoy en día es de diferentes alturas). Una vez que escapa del inframundo, Quetzalcóatl lleva la preciosa carga a Tamoanchan, un lugar milagroso del origen. Ahí mismo la antigua diosa Cihuacoatl pulveriza los huesos hasta tener una harina, que coloca en un recipiente especial de cerámica. Los dioses se reúnen alrededor de esta vasija y dejan caer gotas de sangre. Es entonces que de los huesos molidos y las gotas de los dioses la actual raza de humanos nace.

### Genealogía
La fuente afirma que los dioses creadores originales, Tonacatecuhtli y Tonacacíhuatl, engendraron cuatro deidades importantes: la primera fue Tlatlauhqui-Tezcatlipoca (“Tezcatlipoca rojo”, Xipetótec); la segunda, Yayauhqui-Tezcatlipoca (“Tezcatlipoca negro”, Tezcatlipoca), la tercera, Iztac-Tezcatlipoca (“Tezcatlipoca blanco”, Quetzalcóatl, también llamado Yohualli Ehécatl); el cuarto, el hijo más joven, fue Matlaltic-Tezcatlipoca (“Tezcatlipoca azul”), que en los relatos primigenios era asociado con dioses tan antiguos como Ometecuhtli (también asociado con Maquizcóatl), y en su versión posterior, denominado Huitzilopochtli por los mexicas, quienes lo hicieron su dios principal. De acuerdo con esta fuente, el dios mexica nació sin carne que recubriera sus huesos, posiblemente motivo por el cual lo relacionan con Mictlantecuhtli.
Regía el día número 10 llamado Itzcuintli (perro), la trecena número 10 y su fecha especial (de nacimiento) era el 6 casa. Su versión maya es Ah Puch.